# 1873
| [ Edytuj tabelę ]              | |
| Król Polski (tytularny)        | - 1855 Aleksander II Romanow 1881 |
| Emir Afganistanu               | - 1867 Szer Ali Chan 1879 |
| Współksiążęta Andory           | - 1853 Josep Caixal i Estradé 1879 - 1871 Adolphe Thiers 1873 - 1873 Patrice Mac-Mahon 1879                                              |
| Prezydent Argentyny            | - 1868 Domingo Faustino Sarmiento 1874                                                                                                   |
| Cesarz Austrii                 | - 1848 Franciszek Józef I 1916 |
| Król Bawarii                   | - 1864 Ludwik II 1886 |
| Król Belgów                    | - 1865 Leopold II 1909 |
| Premier Belgii                 | - 1871 Jules Malou 1878 |
| Prezydent Boliwii              | - 1872 Tomás Frías 1873 - 1873 Adolfo Ballivián 1874                                                                                     |
| Cesarz Brazylii                | - 1831 Pedro II 1889 |
| Sułtan Brunei                  | - 1852 Abdul Momin 1885 |
| Prezydent Chile                | - 1871 Federico Errázuriz Zañartu 1876                                                                                                   |
| Cesarz Chin                    | - 1861 Tongzhi 1875 |
| Król Czech                     | - 1848 Franciszek Józef I 1916 |
| Król Danii                     | - 1863 Chrystian IX 1906 |
| Premier Danii                  | - 1870 Ludvig Holstein- Holsteinborg 1874                                                                                                |
| Dalajlama                      | - 1857 Trinlej Gjaco 1875 |
| Prezydent Dominikany           | - 1868 Buenaventura Báez 1874 |
| Władca Egiptu                  | - 1863 Isma’il Pasza 1879 |
| Premier Egiptu                 | - 1872 Taufik Pasza 1878 |
| Prezydent Ekwadoru             | - 1869 Gabriel García Moreno 1875 |
| Cesarz Etiopii                 | - 1871 Jan IV Kassa 1889 |
| Prezydent Francji              | - 1871 Adolphe Thiers 1873 - 1873 Patrice Mac-Mahon 1879                                                                                 |
| Premier Francji                | - 1871 Jules Dufaure 1873 - 1873 Albert Victor de Broglie 1874                                                                           |
| Król Grecji                    | - 1863 Jerzy I 1913 |
| Prezydent Gwatemali            | - 1871 Miguel García Granados y Zavala 1873 - 1873 Justo Rufino Barrios 1885                                                             |
| Prezydent Haiti                | - 1869 Nissage Saget 1874 |
| Król Hawajów                   | - 1873 Lunalilo I 1874 |
| Król Hiszpanii                 | - 1871 Amadeusz I 1873 |
| Prezydent Hiszpanii            | - 1873 Estanislao Figueras 1873 - 1873 Francisco Pi 1873 - 1873 Nicolás Salmerón 1873 - 1873 Emilio Castelar 1874                        |
| Król Holandii                  | - 1849 Wilhelm III 1890 |
| Premier Holandii               | - 1872 Gerrit de Vries 1874 |
| Prezydent Hondurasu            | - 1873 Ministerium 1873 - 1872 Carlos Céleo Arias Lópe (p.o.) 1874 - 1873 Ponciano Leiva Madrid 1876                                     |
| Szach Iranu                    | - 1848 Naser ad-Din Szah 1896 |
| Król Irlandii                  | - 1837 Wiktoria Hanowerska 1901 |
| Cesarz Japonii                 | - 1867 Mutsuhito 1912 |
| Kalif                          | - 1861 Abdülaziz 1876 |
| Premier Kanady                 | - 1867 John Macdonald 1873 - 1873 Alexander Mackenzie 1878                                                                               |
| Emir Kataru                    | - 1847 Muhammad ibn Sani 1878 |
| Prezydent Kolumbii             | - 1872 Manuel Murillo Toro 1874 |
| Patriarcha Konstantynopola     | - 1871 Antym VI 1873 - 1873 Joachim II 1878                                                                                              |
| Władca Korei                   | - 1863 Kojong 1907 |
| Prezydent Kostaryki            | - 1870 Tomás Guardia Gutiérrez 1876 |
| Emir Kuwejtu                   | - 1866 Abd Allah II 1892 |
| Prezydent Liberii              | - 1872 Joseph Jenkins Roberts 1876 |
| Książę Liechtensteinu          | - 1858 Jan II Dobry 1929 |
| Wielki książę Luksemburga      | - 1849 Wilhelm III 1890 |
| Premier Luksemburga            | - 1867 Emmanuel Servais 1874 |
| Sułtan Maroka                  | - 1859 Muhammad IV 1873 - 1873 Hassan I 1894                                                                                             |
| Prezydent Meksyku              | - 1872 Sebastián Lerdo de Tejada 1876 |
| Książę Monako                  | - 1856 Karol III 1889 |
| Król Nepalu                    | - 1847 Surendra 1881 |
| Premier Nepalu                 | - 1857 Jang Bahadur Rana 1877 |
| Cesarz Niemiec                 | - 1871 Wilhelm I Hohenzollern 1888 |
| Kanclerz Niemiec               | - 1871 Otto von Bismarck 1890 |
| Prezydent Nikaragui            | - 1871 José Vicente Quadra Lugo 1875 |
| Król Norwegii                  | - 1872 Oskar II 1905 |
| Premier Nowej Zelandii         | - 1872 George Waterhouse 1873 - 1873 William Fox 1873 - 1873 Julius Vogel 1875                                                           |
| Sułtan Omanu                   | - 1870 Turki ibn Sa’id 1888 |
| Papież                         | - 1846 Pius IX 1878 |
| Prezydent Paragwaju            | - 1871 Salvador Jovellanos 1874 |
| Prezydent Peru                 | - 1872 Manuel Pardo 1876 |
| Król Portugalii                | - 1861 Ludwik 1889 |
| Król Prus                      | - 1861 Wilhelm I 1888 |
| Car Rosji                      | - 1855 Aleksander II 1881 |
| Książę Rumunii                 | - 1866 Karol I 1881 |
| Premier Rumunii                | - 1871 Lascăr Catargiu 1876 |
| Król Saksonii                  | - 1854 Jan Wettyn 1873 - 1873 Albert I Wettyn 1902                                                                                       |
| Prezydent Salwadoru            | - 1871 Santiago González Portillo 1876                                                                                                   |
| Kapitanowie Regenci San Marino | - 1872 Federico Gozi Francesco Malpeli 1873 - 1873 Settimio Belluzzi Francesco Marcucci 1873 - 1873 Giuseppe Filippi Marino Fattori 1874 |
| Książę Serbii                  | - 1868 Milan I Obrenowić 1882 |
| Prezydent Szwajcarii           | - 1873 Paul Cérésole 1873 |
| Król Szwecji                   | - 1872 Oskar II 1907 |
| Król Tajlandii                 | - 1868 Chulalongkorn 1910 |
| Sułtan Turków                  | - 1861 Abdülaziz 1876 |
| Prezydent Urugwaju             | - 1872 Tomás Gomensoro Albín (p.o.) 1873 - 1873 José Eugenio Ellauri 1875                                                                |
| Prezydent USA                  | - 1869 Ulysses Grant 1877 |
| Prezydent Wenezueli            | - 1870 Antonio Guzmán Blanco 1877 |
| Król Węgier                    | - 1848 Franciszek Józef I 1916 |
| Premier Węgier                 | - 1872 József Szlávy 1874 |
| Monarcha Wielkiej Brytanii     | - 1837 Wiktoria 1901 |
| Premier Wielkiej Brytanii      | - 1868 William Ewart Gladstone 1874 |
| Cesarz Wietnamu                | - 1847 Tự Đức 1883 |
| Król Włoch                     | - 1861 Wiktor Emanuel II 1878 |

Rok 1873 / MDCCCLXXIII
stulecia: XVIII wiek ~
XIX wiek ~
XX wiek

dziesięciolecia:
1840–1849 •
1850–1859 •
1860–1869 •
1870–1879
• 1880–1889
• 1890–1899
• 1900–1909

lata: 1863 «
1868 «
1869 «
1870 «
1871 «
1872 «
1873
» 1874
» 1875
» 1876
» 1877
» 1878
» 1883

## Wydarzenia w Polsce
- 7 maja – zainaugurowała działalność Akademia Umiejętności w Krakowie.
- 23 czerwca – w Gdańsku uruchomiono tramwaj konny.
- 23 lipca – wydano pierwszą pocztówkę o tematyce górskiej.
- 3 sierpnia – postanowiono założyć Galicyjskie Towarzystwo Tatrzańskie.
- 15 sierpnia – otwarto most kolejowy w Toruniu.
- 30 października – ksiądz i pszczelarz Jan Dzierżoń został ekskomunikowany za krytykowanie dogmatu o nieomylności papieża.
- 31 grudnia – powstało Galicyjskie Towarzystwo Tatrzańskie, wkrótce przekształcone w Towarzystwo Tatrzańskie, a w 1920 przemianowane na Polskie Towarzystwo Tatrzańskie.

## Wydarzenia na świecie
- 1 stycznia – Japonia przyjęła kalendarz gregoriański. Zobacz też: 1582, Kalendarz japoński.
- 11 lutego – abdykował Amadeusz I Sabaudzki, w Hiszpanii proklamowano Pierwszą Republikę Hiszpańską.
- 18 lutego – w Sofii został powieszony przez Turków bułgarski bohater narodowy Wasił Lewski.
- 1 marca – w USA rozpoczęła się masowa produkcja maszyn do pisania.
- 3 marca – William Fox został po raz czwarty premierem Nowej Zelandii.
- 1 kwietnia – 547 osób zginęło po zatonięciu brytyjskiego parowca RMS Atlantic u wybrzeży Nowej Szkocji.
- 2 kwietnia – Passaic w stanie New Jersey uzyskało prawa miejskie.
- 8 kwietnia – Julius Vogel został premierem Nowej Zelandii.
- 5 maja – powstała Skandynawska Unia Monetarna.
- 9 maja – doszło do krachu na giełdzie w Wiedniu.
- 10 maja – wojna Modoków: zwycięstwo wojska amerykańskiego w bitwie koło Sorass Lake.
- 11 maja – sejm pruski wydał ustawy majowe dotyczące kształcenia duchownych i egzaminu państwowego.
- 12 maja – Oskar II został koronowany na króla Szwecji.
- 13 maja – opatentowano uchwyt lampki do maszyny do szycia.
- 20 maja – krawiec Jacob Davis oraz przedsiębiorca Levi Strauss uzyskali amerykański patent na dżinsy ze wzmocnionymi za pomocą nitów kieszeniami.
- 23 maja – w Kanadzie została utworzona Północno-Zachodnia Policja Konna.
- 25 maja – spłonęła Opera Królewska w Valletcie na Malcie.
- 29 maja – w Weimarze odbyła się premiera oratorium Chrystus Ferenca Liszta.
- 13 czerwca – kanadyjski astronom James Craig Watson odkrył planetoidę (132) Aethra, pierwszą przecinającą orbitę Marsa.
- 14 czerwca – niemiecki archeolog amator Heinrich Schliemann odkrył tzw. skarb Priama.
- 1 lipca – Wyspa Księcia Edwarda dołączyła do Konfederacji Kanady.
- 12 lipca – w Hiszpanii rozpoczęło się powstanie kantonalistów.
- 15 lipca – w Glasgow zostaje założony klub piłkarski Rangers F.C.
- 30 sierpnia – Austriacy Julius von Payer i Karl Weyprecht odkryli archipelag Ziemia Franciszka Józefa na Morzu Barentsa.
- 1 września – w San Francisco uruchomiono tramwaje linowe.
- 8 września – Gustave Rolin-Jaequemyns i dziesięciu innych prawników powołali Instytut Prawa Międzynarodowego.
- 2 października – w Berlinie odsłonięto Kolumnę Zwycięstwa, upamiętniającą pruskie sukcesy wojenne.
- 22 października – władcy Austro-Węgier, Niemiec i Rosji zawarli sojusz wojskowy (Sojusz Trzech Cesarzy).
- 20 listopada – dwa miasta Buda i Peszt zostały połączone i utworzyły Budapeszt.
- 22 listopada – na północnym Atlantyku francuski transatlantyk „Ville du Havre” zatonął po zderzeniu ze szkockim kliperem „Loch Earn”; zginęło 226 osób.

## Urodzili się
- 1 stycznia – Mariano Azuela, meksykański rewolucjonista, lekarz i pisarz (zm. 1952)
- 2 stycznia – Teresa z Lisieux, francuska karmelitanka, Doktor Kościoła, święta katolicka (zm. 1897)
- 5 stycznia – Laura Meozzi, włoska zakonnica (zm. 1951)
- 7 stycznia – Adolph Zukor, pionier przemysłu filmowego pochodzenia węgierskiego (zm. 1976)
- 8 stycznia – Helena Petrowić-Niegosz, księżna Neapolu, królowa Włoch i Albanii, cesarzowa Etiopii (zm. 1952)
- 9 stycznia – Chajim Nachman Bialik (hebr. ‏חיים נחמן ביאליק‎), narodowy wieszcz Izraela; prozaik, tłumacz, eseista, wydawca (zm. 1934)
- 13 stycznia – Olof Mark, szwedzki żeglarz, olimpijczyk (zm. 1920)
- 14 stycznia – Moisiej Uricki, rosyjski socjaldemokrata i komunista pochodzenia żydowskiego (zm. 1918)
- 15 stycznia – Władysław Benda, polski malarz, ilustrator, projektant (zm. 1948)
- 19 stycznia – Adam Alojzy Krzyżanowski, ekonomista polski, profesor Uniwersytetu Jagiellońskiego (zm. 1963)
- 22 stycznia – Johannes Wende, niemiecki architekt i budowniczy (zm. 1954)
- 23 stycznia – Karol Irzykowski, polski pisarz, krytyk literacki i filmowy (zm. 1944)
- 24 stycznia – Tadeusz Bobrowski, polski generał (zm. 1930)
- 28 stycznia – Sidonie-Gabrielle Colette, francuska pisarka (zm. 1954)
- 2 lutego – Constantin von Neurath, dyplomata hitlerowski (zm. 1956)
- 6 lutego – Abraham Neumann, polski malarz, grafik pochodzenia żydowskiego (zm. 1942)
- 7 lutego – Thomas Andrews, konstruktor statków, projektant RMS Titanica (zm. 1912)
- 15 lutego – Hans von Euler-Chelpin, szwedzki chemik organik, biochemik, pochodzenia niemieckiego, laureat Nagrody Nobla (zm. 1964)
- 17 lutego – Henryk Przeździecki, polski duchowny katolicki, biskup siedlecki (zm. 1939)
- 28 lutego – William McMaster Murdoch, Pierwszy Oficer na RMS Titanicu (zm. 1912)
- 3 marca – Emma Döll, niemiecka polityk (zm. 1930)
- 10 marca – Jakob Wassermann, niemiecki pisarz żydowskiego pochodzenia (zm. 1934)
- 11 marca – Michael Guhr, spiskoniemiecki lekarz, działacz turystyczny, prezes Karpathenverein, propagator narciarstwa (zm. 1933)
- 13 marca – Maryla Wolska, polska poetka okresu Młodej Polski (zm. 1930)
- 29 marca – Tullio Levi-Civita, włoski matematyk (zm. 1941)
- 5 kwietnia - Adela Łukiewska, polska działaczka społeczna (zm. 1941)
- 10 kwietnia – Jerzy Tomanek, polski nauczyciel i działacz społeczny (zm. 1954)
- 11 kwietnia – Stanisław Kochowicz, polski działacz niepodległościowy, polityczny, społeczny i kulturalny (zm. 1948)
- 12 kwietnia – Herbert Nicol, brytyjski rugbysta, medalista olimpijski (zm. 1950)
- 15 kwietnia:
  - Juliette Atkinson, amerykańska tenisistka (zm. 1944)
  - Józefa Bojanowska, polska feministka, działaczka społeczna, założycielka licznych organizacji kobiecych (zm. 1945)
- 18 kwietnia – Seweryn Czetwertyński, polski ziemianin, polityk, wicemarszałek Sejmu (zm. 1945)
- 19 kwietnia – August Krasicki, hrabia, właściciel Leska (zm. 1946)
- 20 kwietnia – Wojciech Korfanty, polski polityk, jeden z przywódców powstań śląskich (zm. 1939)
- 25 kwietnia – Félix d’Hérelle, kanadyjski mikrobiolog, współodkrywca bakteriofagów, pomysłodawca terapii fagowej (zm. 1949)
- 30 kwietnia – Wasyl Czagowec, ukraiński fizjolog (zm. 1941)
- 3 maja – Nini Roll Anker, norweska pisarka (zm. 1942)
- 2 czerwca – Anna Eliza Williams, angielska superstulatka (zm. 1987)
- 3 czerwca – Otto Loewi, austriacki farmakolog (zm. 1961)
- 5 czerwca – Alojzy Versiglia, włoski salezjanin, misjonarz, biskup, męczennik, święty katolicki (zm. 1930)
- 7 czerwca – Wacław Tokarz, polski historyk powstań narodowych i wojskowości, profesor UJ i UW (zm. 1937)
- 12 czerwca – Włodzimierz Jasiński, polski duchowny katolicki, biskup sandomierski i łódzki (zm. 1965)
- 16 czerwca – Jan Brzeskot, polski działacz związkowy i narodowy, redaktor, radny Rady Miejskiej w Katowicach, poseł na Sejm Śląski III kadencji (zm. 1937)[1]
- 28 czerwca – Maria Teresa Oliwia Hochberg von Pless, Księżna Wałbrzycha (zm. 1943)
- 1 lipca – Alice Guy-Blaché, amerykańska reżyserka filmowa pochodzenia francuskiego (zm. 1968)
- 7 lipca – Anna Sychravová, czechosłowacka nauczycielka, polityk, tłumaczka (zm. 1925)
- 20 lipca – Joseph Wallis, brytyjski rugbysta, medalista olimpijski (zm. 1919)
- 12 sierpnia – Waldemar Björkstén, fiński żeglarz, medalista olimpijski (zm. 1933)
- 13 sierpnia – Józef Haller, generał broni Wojska Polskiego, legionista (zm. 1960)
- 15 sierpnia – Roman Podoski, polski uczony elektryk, pionier elektryfikacji polskich kolei, współzałożyciel Stowarzyszenia Elektryków Polskich (zm. 1954)
- 23 sierpnia – Bolesław Frej, polski generał brygady (zm. 1950)
- 30 sierpnia – Cezydiusz Giacomantonio, włoski franciszkanin, misjonarz, męczennik, święty katolicki (zm. 1900)
- 1 września – Iwan Klun, rosyjski malarz (zm. 1943)
- 11 września – Daria od św. Zofii Campillo Paniagua, hiszpańska karmelitanka miłosierdzia, męczennica, błogosławiona katolicka (zm. 1936)
- 17 września – Cécile Sorel, francuska aktorka (zm. 1966)
- 20 września – Robert Wrenn, amerykański tenisista, zwycięzca mistrzostw USA (zm. 1925)
- 30 września – Jonas Jonsson, szwedzki żeglarz, olimpijczyk (zm. 1926)
- 3 października – Serafino Cimino, włoski arcybiskup, nuncjusz w Peru, franciszkanin (zm. 1928)
- 5 października – Ida Benjamin, niemiecka działaczka społeczna, ofiara Holocaustu (zm. 1943)[2]
- 6 października – Wacław Baehr, polski biolog (zm. 1939)
- 8 października:
  - Ejnar Hertzsprung, duński astronom i chemik (zm. 1967)
  - Jan Calabria, włoski duchowny, założyciel Zgromadzenia Ubogich Sług Bożej Opatrzności, święty katolicki (zm. 1954)
- 9 października – Karl Schwarzschild, niemiecki fizyk, astronom (zm. 1916)
- 11 października:
  - Joseph Irwin France, amerykański polityk, senator ze stanu Maryland (zm. 1939)
  - Stanisław Nowodworski, polski prawnik, polityk, prezydent Warszawy (zm. 1931)
- 14 października – Ray Ewry, amerykański lekkoatleta, skoczek w dal z miejsca (zm. 1937)
- 17 października – Ludwik Izierski, pułkownik audytor Wojska Polskiego (zm. 1946)
- 24 października – Jules Rimet, francuski działacz sportowy (zm. 1956)
- 4 listopada – George Edward Moore, angielski filozof (zm. 1958)
- 9 listopada – Tadeusz Miciński, polski poeta Młodej Polski (zm. 1918)
- 16 listopada – Zygmunt Szymanowski, polski lekarz, bakteriolog, oficer lekarz WP, działacz społeczny II RP i członek KC PZPR w Polsce Ludowej (zm. 1956)
- 12 grudnia – Richard Frankfurter, niemiecki prawnik, dziennikarz i polityk (zm. 1953)
- 14 grudnia – Joseph Jongen, belgijski kompozytor, organista i pedagog (zm. 1953)
- 15 grudnia – Harry E. Humphrey, amerykański spiker, lektor i aktor (zm. 1947)
- 21 grudnia – Kazimierz Ruciński, polski architekt (zm. 1945)
- 25 grudnia – Włodzimierz Ghika, rumuński błogosławiony katolicki (zm. 1954)
- 30 grudnia – Al Smith, amerykański polityk (zm. 1944)

## Zmarli
- 1 stycznia – Antoni Dobrzański, polski duchowny katolicki, ojciec duchowy powstańców krakowskich (ur. 1804)
- 20 stycznia – Bazyli Antoni Maria Moreau, francuski zakonnik, założyciel Braci Świętego Krzyża, błogosławiony katolicki (ur. 1799)
- 27 stycznia – Adam Sedgwick, brytyjski geolog (ur. 1785)
- 17 marca – Barbara Maix, austriacka zakonnica, założycielka Sióstr Niepokalanego Serca Maryi, błogosławiona katolicka (ur. 1818)
- 25 marca – Wilhelm Marstrand, duński malarz (ur. 1810)
- 23 kwietnia – Wolfgang Menzel, niemiecki pisarz, krytyk i historyk literatury (ur. 1798)
- 1 maja – David Livingstone, szkocki misjonarz anglikański i podróżnik (ur. 1813)
- 8 maja – John Stuart Mill, angielski filozof, politolog i ekonomista, liberał, zwolennik równouprawnienia kobiet (ur. 1806)
- 22 maja – Alessandro Manzoni, włoski pisarz, czołowy przedstawiciel włoskiego romantyzmu (ur. 1785)
- 3 sierpnia – Carl Leopold Lohmeyer, niemiecki farmaceuta, autor pierwszego drukowanego przewodnika po Tatrach wyd. w 1842 r. (ur. 1799)
- 20 września – Giovanni Battista Donati, włoski astronom (ur. 1826)
- 6 października – Paweł Edmund Strzelecki, polski podróżnik, geolog, geograf; badacz Australii (ur. 1797)
- 14 grudnia – Louis Agassiz, szwajcarski zoolog i paleontolog (ur. 1807)

## Święta ruchome
- Tłusty czwartek: 20 lutego
- Ostatki: 25 lutego
- Popielec: 26 lutego
- Niedziela Palmowa: 6 kwietnia
- Wielki Czwartek: 10 kwietnia
- Wielki Piątek: 11 kwietnia
- Wielka Sobota: 12 kwietnia
- Wielkanoc: 13 kwietnia
- Poniedziałek Wielkanocny: 14 kwietnia
- Wniebowstąpienie Pańskie: 22 maja
- Zesłanie Ducha Świętego: 1 czerwca
- Boże Ciało: 12 czerwca